# Marianne Henn
Marianne Henn (* 1944) ist eine kanadische Germanistin und emeritierte Professorin in Alberta.

## Leben und Wirken
Marianne Henn studierte Germanistik an der University of Alberta und erwarb dort 1979 den Master of Arts. Danach promovierte sie zum Doctor of Philosophy (Ph.D.) und wurde Professor and Associate Chair for Modern Languages and Cultural Studies.
Sie veröffentlichte zahlreiche Schriften vor allem zur deutschen Literatur des 18. und 19. Jahrhunderts, auch zu Schriftstellerinnen wie Marie von Ebner-Eschenbach und Benedikte Naubert.
Autorin
- Schicksal und Nemesis in Schillers Dramen, University of Alberta, 1979, Master of  Arts
- Goethes Verhältnis zum Überlieferten in seinem Alterswerk, Heidelberg, 1986
- Aneignungen, Entfremdungen. The Austrian playwright Franz Grillparzer (1791–1872), Lang 2007
- Benedikte Naubert. Eine Schriftstellerin als Dienerin „am Altar der Musen.“ In: Thomas Weiss (Hrsg.): Frauen im 18. Jahrhundert. Entdeckungen zu Lebensbildern in Museen und Archiven in Sachsen-Anhalt. Halle 2009, S. 84–102.
- Marie von Ebner-Eschenbach, Hannover 2010

Herausgeberin
- Frauen. MitSprechen, MitSchreiben. Beiträge zur literatur- und sprachwissenschaftlichen Frauenforschung, Tagungsband, Stuttgart, 1997
- Bibliography of the Georg Kaiser Collection at the University of Alberta, University of Alberta Edmonton 1998, mit Erika Banski
- Benedikte Naubert. Neue Volksmärchen der Deutschen., 4 Bände, 2001
- Body dialectics in the age of Goethe, Amsterdam, New York,  Rodopi 2003, mit Holger A. Pausch Auszüge
- Geschichte(n)-Erzählen. Konstruktionen von Vergangenheit in literarischen Werken deutschsprachiger Autorinnen seit dem 18. Jahrhundert, Göttingen 2005, mit Irmela Von der Luhe, Anita Runge
- Marie von Ebner-Eschenbach. Die historischen Tragödien "Maria Stuart in Schottland", "Marie Roland", "Richelieu", "Jacobäa", (=Kritische Texte und Deutungen, Sechster Band), Tübingen 2006
- Marie von Ebner-Eschenbach. Gesellschaftsdramen. Künstlerdramen. Lustspiele und Einakter (= Kritische Texte und Deutungen, Siebter Band), Berlin/New York, 2010 Google